# Antonietta Dell'Era

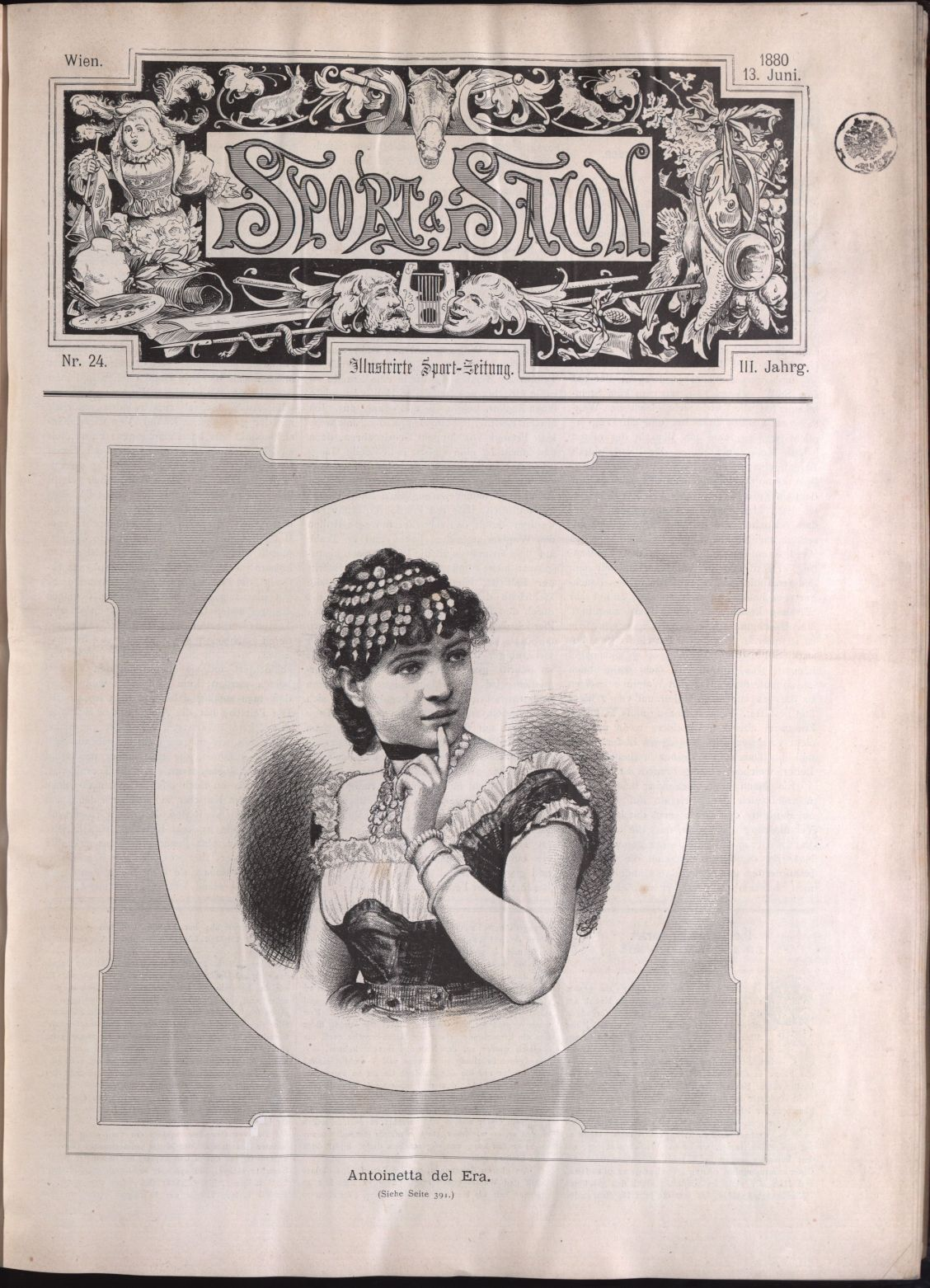
Antonietta Dell'Era (1880) su Berlin Ballet

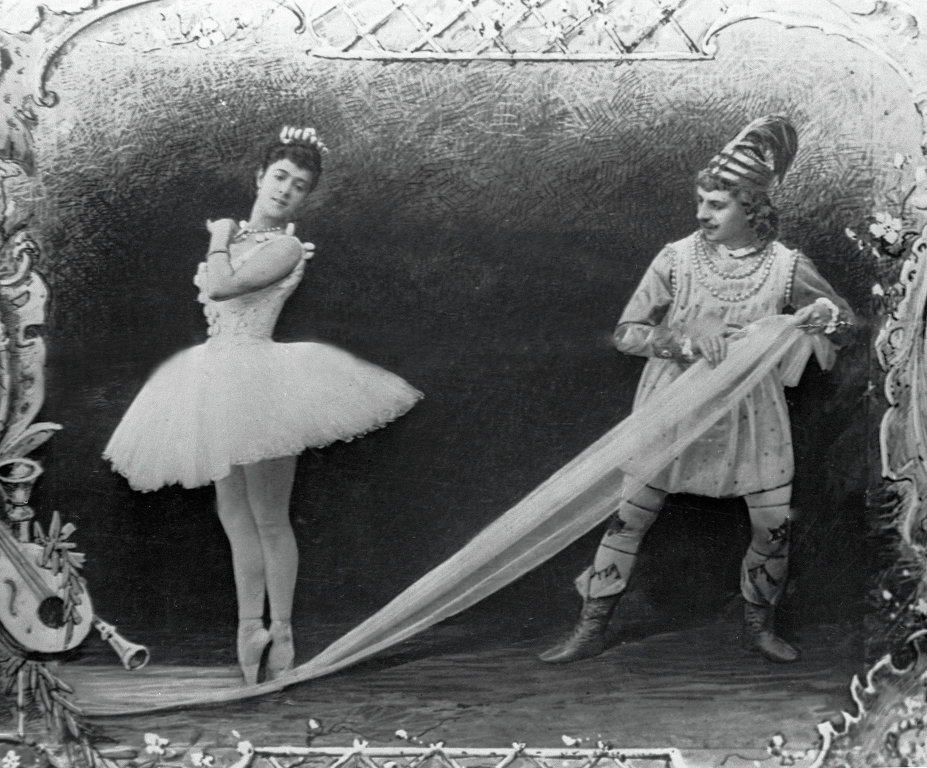
Lo schiaccianoci 1892

Antonietta Dell'Era (Milano, 10 febbraio 1860 – Berlino, 22 giugno 1945) è stata una ballerina italiana conosciuta soprattutto per il ruolo della Fata Confetto nello Schiaccianoci di Pëtr Il'ič Čajkovskij del 1892.

## Carriera
Dal 1879 fino al 1909, Antonietta Dell'Era ebbe una carriera di successo all'Opera di Berlino, elogiata da molti critici e scrittori tra cui l'autore e il poeta Theodor Fontane.
Tra il 1886 e 1894, Dell'Era ballò in Russia, principalmente a San Pietroburgo, insieme all'"Invasione italiana", come veniva chiamato un gruppo di talentuosi ballerini italiani in Russia, tra i quali figuravano Pierina Legnani, Enrico Cecchetti e Virginia Zucchi. 

### Schiaccianoci
La première dello Schiaccianoci di San Pietroburgo registrò il tutto esaurito. Il compositore russo Pëtr Il'ič Čajkovskij era stato incaricato dal coreografo Marius Petipa di comporre il balletto, che fu rappresentato per la prima volta al Teatro Mariinsky il 17 dicembre 1892. Era una doppia première, insieme all'ultima opera di Čajkovskij, Iolanta. Dell'Era ricevette cinque chiamate, ma l'accoglienza della critica fu sostanzialmente tiepida. Il miglior apprezzamento la ebbe per il ruolo di Aurora in La bella addormentata. 
Il ballerino russo Nicolai Solyannikov non apprezzò la danza di Dell'Era, pensava che la sua interpretazione nello Schiaccianoci fosse terribile: "questa ballerina grossolana e ingrata è di gusto tedesco". 
Il balletto riflette i cambiamenti politici e culturali, e le ballerine furono influenzate dall'aumento dell'espressionismo e dall'opposizione al rigore classico

## Cultura di massa
Prima della sua morte, nel 1945, Dell'Era aveva espresso il desiderio che la sua tenuta aiutasse i ballerini in difficoltà. La fondazione Dell'Era-Gedächtnis-Stiftung è stata istituita dopo la sua morte per fornire ai ballerini e alle loro famiglie assistenza finanziaria per i costi e le spese di sostentamento, come spese mediche, formazione e riqualificazione.